# Street FC
Street FC (celým názvem: Street Football Club) je anglický fotbalový klub, který sídlí ve vesnici Street v nemetropolitním hrabství Somerset. Založen byl v roce 1880. Od sezóny 2018/19 hraje v Southern Football League Division One South (8. nejvyšší soutěž). Klubové barvy jsou zelená a bílá.
Své domácí zápasy odehrává na stadionu The Tannery s kapacitou 1 000 diváků.

## Získané trofeje
- Somerset Senior Cup ( 3× )
  - 1897/98, 1899/00, 1910/11

## Úspěchy v domácích pohárech
Zdroj: 
- FA Cup
  - 1. kolo: 1938/39, 1947/48
- FA Trophy
  - 1. předkolo: 1969/70
- FA Vase
  - 5. kolo: 2006/07

## Umístění v jednotlivých sezonách
Stručný přehled
Zdroj: 
- 1911–1914: Western Football League
- 1919–1922: Western Football League (Division Two)
- 1930–1939: Western Football League (Division Two)
- 1946–1955: Western Football League (Division One)
- 1955–1960: Western Football League (Division Two)
- 1988–1992: Somerset Senior League (Division Two)
- 1992–1994: Somerset Senior League (Division Three)
- 1994–1995: Somerset Senior League (Division Two)
- 1995–1996: Somerset Senior League (Division One)
- 1996–1997: Somerset Senior League (Premier Division)
- 1997–2006: Western Football League (Division One)
- 2006–2018: Western Football League (Premier Division)
- 2018– : Southern Football League (Division One South)

Jednotlivé ročníky
Zdroj: 
Legenda: Z - zápasy, V - výhry, R - remízy, P - porážky, VG - vstřelené góly, OG - obdržené góly, +/- - rozdíl skóre, B - body, červené podbarvení - sestup, zelené podbarvení - postup, fialové podbarvení - reorganizace, změna skupiny či soutěže
| Sezóny  | Liga                                          | Úroveň | Z  | V  | R | P  | VG  | OG | +/- | B  | Pozice |
| ------- | --------------------------------------------- | ------ | -- | -- | - | -- | --- | -- | --- | -- | ------ |
| 2009/10 | Western Football League (Premier Division)    | 9      | 38 | 19 | 4 | 15 | 65  | 62 | +3  | 61 | 6.     |
| 2010/11 | Western Football League (Premier Division)    | 9      | 36 | 12 | 9 | 15 | 50  | 61 | -11 | 45 | 13.    |
| 2011/12 | Western Football League (Premier Division)    | 9      | 34 | 14 | 4 | 16 | 56  | 58 | -2  | 46 | 10.    |
| 2012/13 | Western Football League (Premier Division)    | 9      | 38 | 18 | 6 | 14 | 74  | 62 | +12 | 60 | 6.     |
| 2013/14 | Western Football League (Premier Division)    | 9      | 40 | 21 | 5 | 14 | 75  | 65 | +10 | 68 | 5.     |
| 2014/15 | Western Football League (Premier Division)    | 9      | 36 | 12 | 8 | 16 | 64  | 64 | 0   | 44 | 13.    |
| 2015/16 | Western Football League (Premier Division)    | 9      | 38 | 20 | 5 | 13 | 82  | 63 | +19 | 65 | 7.     |
| 2016/17 | Western Football League (Premier Division)    | 9      | 38 | 29 | 5 | 4  | 112 | 46 | +66 | 92 | 2.     |
| 2017/18 | Western Football League (Premier Division)    | 9      | 38 | 32 | 3 | 3  | 100 | 31 | +69 | 99 | 1.     |
| 2018/19 | Southern Football League (Division One South) | 8      | 38 |    |   |    |     |    |     |    |        |